# Cervisia
Cervisia é um frontend gráfico para o Concurrent Versions System (CVS).  
O Cervisia implementa as funcionalidades comuns do cvs para adicionar, remover e cometer ficheiros.  Capacidades mais avançadas são importar e  conferir módulos, adicionar/remover vigilâncias, editar/deseditar e travar/destravar ficheiros, visualização de ficheiros com culpa anotada, marcar/ramificar, resolução de conflitos/mesclamentos e a habilidade de atualizar determinada marca, ramo ou data.  Além disto, ele possui funções gráficas que incluem visualização em árvore e listas das alterações em um ficheiros, estado de ficheiros codificado por cores, e diferenciação gráfica entre versões, similar ao xdiff.
O Cervisia requer Qt 5 e KDE Frameworks 5. O KDE Frameworks é necessário para rodar o Cervisia, mas não é necessário usar o KDE Plasma para possibilitar o uso do Cervisia, já que ele funciona em vários ambientes.